# Lemonia pauli
Lemonia pauli is een vlinder uit de familie van de herfstspinners (Brahmaeidae). De wetenschappelijke naam van de soort is voor het eerst geldig gepubliceerd door Otto Staudinger.